# Championnat de France féminin de handball 1980-1981
Navigation
Saison 1979-1980 Saison 1981-1982
Le championnat de France féminin 1980-1981 est la 30e édition du plus haut niveau de handball en France. 
Le titre de champion de France de Nationale 1 est remporté pour la cinquième fois par le Paris UC devant le PLM Conflans.

## Première phase
| - Qualifié pour la poule haute - Reversé en poules basses | - T : Tenant du titre - P : Promu de Nationale II en début de saison |

### Poule A
Le classement final de la première phase est :
|   | Équipe          | Pts | J  | G  | N | P | Bp  | Bc  | Diff |
| - | --------------- | --- | -- | -- | - | - | --- | --- | ---- |
| 1 | Paris UC T      | 30  | 10 | 10 | 0 | 0 | 174 | 99  | 75   |
| 2 | US Ivry         | 25  | 10 | 7  | 1 | 2 | 125 | 129 | -4   |
| 3 | Bordeaux EC     | 21  | 10 | 5  | 1 | 4 | 143 | 139 | 4    |
| 4 | UJLRS Le Mans P | 15  | 10 | 2  | 1 | 7 | 114 | 136 | -22  |
| 5 | Dreux AC        | 15  | 10 | 2  | 1 | 7 | 124 | 154 | -30  |
| 6 | CN Mourenx      | 14  | 10 | 1  | 2 | 7 | 114 | 137 | -23  |

Les résultats des matchs sont,,, :
- 1re journée des 4-5 octobre 1980 : PUC - CN Mourenx 14-8 US Ivry - Dreux AC 11-9 ; Bordeaux EC - UJLRS Le Mans 15-11.
- 2e journée des 11-12 octobre 1980 : CN Mourenx - Dreux AC 11-11 ; PUC - UJLRS Le Mans 9-8 US Ivry - Bordeaux EC 11-10
- 3e journée des 18-19 octobre 1980 : PUC - Dreux AC 20-12 ; US Ivry - UJLRS Le Mans 13-7 ; Bordeaux EC - CN Mourenx 16-14.
- 4e journée des 8-9 novembre 1980 : PUC - US Ivry 22-6 Bordeaux EC - Dreux AC 16-12 CN Mourenx - UJLRS Le Mans 13-9.
- 5e journée des 25-26 octobre 1980 (avancée) PUC - Bordeaux EC 17-12 US Ivry - CN Mourenx 18-13 Dreux AC - UJLRS Le Mans 15-12.
- 6e journée des 22-23 novembre 1980 : PUC - CN Mourenx 19-9 US Ivry - Dreux AC 20-14 ; UJLRS Le Mans - Bordeaux EC 16-16.
- 7e journée des 29-30 novembre 1980 : Dreux AC - CN Mourenx 11-9 US Ivry - Bordeaux EC 16-15 ; PUC - UJLRS Le Mans 16-9.
- 8e journée du 13 décembre 1980 : US Ivry - UJLRS Le Mans 14-11 Bordeaux EC - CN Mourenx 16-15.
- 9e journée des 10-11 janvier 1981 : PUC - US Ivry 17-9 ; Bordeaux EC - Dreux AC 14-13 ; UJLRS Le Mans - CN Mourenx 16-11.
- 10e journée des 17-18 janvier 1981 : PUC - Bordeaux EC 14-13 ; UJLRS Le Mans - Dreux AC 15-14 ; CN Mourenx - US Ivry 11-11.

### Poule B
Le classement final de la première phase est :
|   | Équipe                       | Pts | J  | G | N | P | Bp  | Bc  | Diff |
| - | ---------------------------- | --- | -- | - | - | - | --- | --- | ---- |
| 1 | US Dunkerque                 | 25  | 9  | 7 | 2 | 0 | 142 | 104 | 38   |
| 2 | PLM Conflans                 | 21  | 9  | 6 | 0 | 3 | 154 | 135 | 19   |
| 3 | SLUC Nancy                   | 21  | 10 | 5 | 1 | 4 | 133 | 130 | 3    |
| 4 | ASPTT Strasbourg             | 19  | 10 | 4 | 1 | 5 | 149 | 149 | 0    |
| 5 | ASPTT Bar-le-Duc P           | 18  | 10 | 4 | 0 | 6 | 153 | 153 | 0    |
| 6 | CEP St-Nicolas-d'Aliermont P | 18  | 10 | 4 | 0 | 6 | 107 | 164 | -57  |

Les résultats des matchs sont,,, :
- 1re journée des 4-5 octobre 1980 : PLM Conflans - St-Nicolas-d'Aliermont 21-14 ; SLUC Nancy - ASPTT Strasbourg 13-12 US Dunkerque - ASPTT Bar-le-Duc 19-11.
- 2e journée des 11-12 octobre 1980 : ASPTT Strasbourg - US Dunkerque 11-11 ASPTT Bar-le-Duc - PLM Conflans 20-10 St-Nicolas-d'Aliermont - SLUC Nancy 10-8.
- 3e journée des 18-19 octobre 1980 : ASPTT Strasbourg - ASPTT Bar-le-Duc 14-13 SLUC Nancy - PLM Conflans 19-17 US Dunkerque - St-Nicolas-d'Aliermont 15-9.
- 4e journée des 8-9 novembre 1980 : SLUC Nancy - US Dunkerque 13-13 PLM Conflans - ASPTT Strasbourg 23-16 ; ASPTT Bar-le-Duc - St-Nicolas-d'Aliermont 12-11.
- 5e journée des 25-26 octobre 1980 (avancée) : US Dunkerque - PLM Conflans 18-10 ASPTT Strasbourg - St-Nicolas-d'Aliermont 19-7 SLUC Nancy - ASPTT Bar-le-Duc 13-7.
- 6e journée des 22-23 novembre 1980  :US Dunkerque - ASPTT Bar-le-Duc 20-16 PLM Conflans - St-Nicolas-d'Aliermont 17-9 ASPTT Strasbourg - SLUC Nancy 17-13.
- 7e journée des 29-30 novembre 1980 : SLUC Nancy - Saint-Nicolas-d'Aliermont 13-10 US Dunkerque - ASPTT Strasbourg 16-12 PLM Conflans - ASPTT Bar-le-Duc 20-16.
- 8e journée du 13 décembre 1980 : ASPTT Bar-le-Duc - ASPTT Strasbourg 20-16 US Dunkerque - Saint-Nicolas-d'Aliermont 20-10.
- 9e journée des 10-11 janvier 1981 : US Dunkerque - SLUC Nancy 13-12 ; ASPTT Bar-le-Duc - CEP Nicolas-d'Aliermont 23-14 ; PLM Conflans - ASPTT Strasbourg 20-16
- 10e journée des 17-18 janvier 1981 : SLUC Nancy - ASPTT Bar-le-Duc 16-15 ; ASPTT Strasbourg - Saint-Nicolas-d'Aliermont 16-13 ; PLM Conflans - US Dunkerque match remis.

### Poule C
Le classement final de la première phase est :
|   | Équipe                | Pts | J  | G | N | P | Bp  | Bc  | Diff |
| - | --------------------- | --- | -- | - | - | - | --- | --- | ---- |
| 1 | Racing Club de France | 28  | 10 | 9 | 0 | 1 | 165 | 128 | 37   |
| 2 | ASU Lyon              | 24  | 10 | 7 | 0 | 3 | 162 | 133 | 29   |
| 3 | Troyes OS             | 24  | 10 | 7 | 0 | 3 | 170 | 141 | 29   |
| 4 | US Cagnes-sur-Mer P   | 16  | 10 | 3 | 0 | 7 | 146 | 162 | -16  |
| 5 | Stade français BAC    | 16  | 10 | 3 | 0 | 7 | 129 | 149 | -20  |
| 6 | CSL Dijon             | 12  | 10 | 1 | 0 | 9 | 120 | 179 | -59  |

NB : les clubs sont potentiellement départagées selon leur ratio de buts : 1,22 pour l'ASU Lyon vs. 1,21 pour le Troyes OS et 0,90 pour l'US Cagnes-sur-Mer vs. 0,87 pour le Stade français BAC.
Les résultats des matchs sont,,, :
- 1re journée des 4-5 octobre 1980 : ASU Lyon - Stade Français 14-9 ; CSL Dijon - Troyes OS 15-14 RC France - US Cagnes 22-16.
- 2e journée des 11-12 octobre 1980 : Stade Français - CSL Dijon 16-11 Troyes OS - RC France 16-12 ASU Lyon - US Cagnes 17-14.
- 3e journée des 18-19 octobre 1980 : ASU Lyon - CSL Dijon 19-16 RC France - Stade Français 16-14 Troyes OS - US Cagnes 14-12.
- 4e journée des 8-9 novembre 1980 : RC France - CSL Dijon 12-6 Troyes OS - ASU Lyon 14-12 Stade Français - US Cagnes 17-16.
- 5e journée des 25-26 octobre 1980 (avancée) : RC France - ASU Lyon 13-10 Troyes OS - Stade Français 16-8 US Cagnes - CSL Dijon 16-11.
- 6e journée des 22-23 novembre 1980 : ASU Lyon - Stade Français 14-12 Troyes OS - CSL Dijon 25-13 RC France - US Cagnes 20-11.
- 7e journée des 29-30 novembre 1980 : Stade Français - CSL Dijon 13-9 ; RCF - Troyes OS 17-15 ; ASU Lyon- US Cagnes 18-14.
- 8e journée du 13 décembre 1980 : ASU Lyon - CSC Dijon 23-10 ; Troyes OS - US Cagnes 16-15 ; RCF - Stade Français 14-12.
- 9e journée des 10-11 janvier 1981 : Stade CSL Dijon 24-14 ; ASU Lyon - Troyes OS 21-16 ; US Cagnes - Stade Français 15-12.
- 10e journée des 17-18 janvier 1981 : Stade Lyon 15-14 ; US Cagnes - CSL Dijon 17-15 ; Troyes OS - Stade Français 24-16.

## Deuxième phase

### Légende
- Champion et qualifié en Coupe des clubs champions (C1)
- Qualifié en Coupe des vainqueurs de coupe (C2)
- Qualifié en Coupe de l'IHF (C3)
- Relégué en Nationale 2
- T : tenant du titre 1980

### Poule haute
Le classement final de la poule haute est :
|   | Équipe                | Pts | J  | G | N | P | Bp  | Bc  | Diff |
| - | --------------------- | --- | -- | - | - | - | --- | --- | ---- |
| 1 | Paris UC T            | 26  | 10 | 7 | 2 | 1 | 157 | 101 | 56   |
| 2 | PLM Conflans          | 23  | 10 | 6 | 1 | 3 | 170 | 154 | 16   |
| 3 | Racing Club de France | 20  | 10 | 4 | 2 | 4 | 128 | 137 | -9   |
| 4 | ASU Lyon              | 18  | 10 | 4 | 0 | 6 | 143 | 153 | -10  |
| 5 | US Ivry               | 18  | 10 | 3 | 2 | 5 | 120 | 151 | -31  |
| 6 | US Dunkerque          | 15  | 10 | 2 | 1 | 7 | 121 | 143 | -22  |

Le Paris UC est champion de France.
Les résultats des équipes issues d'une même poule sont conservés. Les résultats des matchs sont, :
- 1re journée des 31 janvier-ler février 1981 : US Ivry-US Dunkerque 13-11 ; PLM Conflans - ASU Lyon 18-16 ; PUC-RCF 11-8.
- 2e journée des 7-8 février 1981 : US Dunkerque 20-10 ; PLM Conflans - US Ivry 17-14 ; ASU Lyon - PUC 11-10.
- 3e journée des 14-15 février 1981 : US Dunkerque - PUC 10-10 ; PLM Conflans - RCF 20-13 ; ASU Lyon US Ivry 20-12.
- 4e journée des 28 février-1" mars 1981 : PUC - PLM Conflans 17-17 ; ASU Lyon - US Dunkerque 20-19 ; RCF - US Ivry 17-17
- 5e journée des 7-8 mars 1981 : ASU Lyon - PLM Conflans 20-17 ; US Ivry - US Dunkerque 13-8 ; PUC - RCF 21-9.
- 6e journée des 21 -22 mars 1981 : RCF - US Dunkerque 12-6 ; PUC - ASU Lyon 16 -10 ; PLM Conflans - US Ivry 17-12.
- 7e journée des 28 -29 mars 1981 : PLM Conflans - RCF 18-11 ; US Ivry - ASU Lyon 14-12 ; PUC - US Dunkerque 15-5.
- 8e journée des 4-5 avril 1981 : US Dunkerque - ASU Lyon 19-10 ; US Ivry - RCF 10-10 ; PUC - PLM Conflans 18-16.

### Poule basse n°1
Le classement final de la poule basse n°1 est :
|   | Équipe              | Pts | J | G | N | P | Bp  | Bc  | Diff |
| - | ------------------- | --- | - | - | - | - | --- | --- | ---- |
| 1 | ASPTT Strasbourg    | 25  | 9 | 8 | 0 | 1 | 163 | 125 | 38   |
| 2 | ASPTT Bar-le-Duc P  | 21  | 9 | 6 | 0 | 3 | 145 | 132 | 13   |
| 3 | Troyes OS           | 19  | 9 | 5 | 0 | 4 | 146 | 134 | 12   |
| 4 | SLUC Nancy          | 17  | 9 | 4 | 0 | 5 | 108 | 125 | -17  |
| 5 | CSL Dijon           | 15  | 9 | 3 | 0 | 6 | 123 | 136 | -13  |
| 6 | US Cagnes-sur-Mer P | 11  | 9 | 1 | 0 | 8 | 131 | 164 | -33  |

Les résultats des matchs sont, :
- 2e journée des 7-8 février 1981 : UJLRS Le Mans - CN Mourenx 15-11 ; Stade Français - Dreux AC 8-8 ; CEP Saint-Nicolas-d'Aliermont - Bordeaux EC 11-11.
- 3e journée des 14-15 février 1981 : UJLRS Le Mans - Bordeaux EC 16 11 ; CEP Saint-Nicolas-d'Aliermont - Stade Français 9-7 ; Dreux AC - CN Mourenx 11-11.
- 4e journée des 28 février-1er mars 1981 : Bordeaux EC - Stade Français 14-10 ; Dreux AC - UJLRS Le Mans 17-16 ; CN Mourenx - CEP Saint-Nicolas-d'Aliermont 15-11.
- 5e journée des 7-8 mars 1981 : Dreux AC - Bordeaux EC 14-14 ; Stade Francais - CN Mourenx 15-7 ; CEP Saint-Nicolas-d'Aliermont - UJLRS Le Mans 12-8.
- 6e journée des 21-22 mars 1981 : CN Mourenx - Bordeaux EC 18-16 ; Stade Français - UJLRS Le Mans 13-11 ; Dreux AC - CEP Saint-Nicolas-d'Aliermont 8-7.
- 7e journée des 28-29 mars 1981 : ASPTT Strasbourg - US Cagnes 21-14 ; CSL Dijon - Troyes OS 16-15 ; Bar-le-Duc - SLUC Nancy 17-11.
- 8e journée des 25 -26 avril 1981 : ASPTT Strasbourg - Troyes OS 19-16 ; SLUC Nancy - CSL Dijon 9-7 ; Bar-le-Duc - US Cagnes 15-14.
- 9e journée des 2-3 mai 1981 : SLUC Nancy 17-13 ; ASPTT Strasbourg - ASPTT Bar-le-Duc 16-14 ; CSL Dijon - US Cagnes 15-14.

Remarque : les poules basses ont vraisemblablement été créées sur des critères géographique plutôt qu'une répartition prédéfinie entre les trois poules. Le déroulement des journées n'est pas très explicite (1re journée non disputée mais comptabilisée, 10e journée vraisemblablement pas disputée). En tout cas, les trois clubs relégués sont exacts.

### Poule basse n°2
Le classement final de la poule basse n°2 est :
|   | Équipe                       | Pts | J | G | N | P | Bp  | Bc  | Diff |
| - | ---------------------------- | --- | - | - | - | - | --- | --- | ---- |
| 1 | Bordeaux EC                  | 21  | 9 | 5 | 2 | 2 | 124 | 115 | 9    |
| 2 | CEP St-Nicolas-d'Aliermont P | 20  | 9 | 5 | 1 | 3 | 98  | 90  | 8    |
| 3 | Stade français               | 18  | 9 | 4 | 1 | 4 | 103 | 95  | 8    |
| 4 | CN Mourenx                   | 17  | 9 | 3 | 2 | 4 | 104 | 114 | -10  |
| 5 | UJLRS Le Mans P              | 16  | 9 | 3 | 1 | 5 | 116 | 120 | -4   |
| 6 | Dreux AC                     | 16  | 9 | 2 | 3 | 4 | 97  | 108 | -11  |

Les résultats des matchs sont, :
- 2e journée des 7-8 mars 1981 : ASPTT Strasbourg - US Cagnes 22-16 ; SLUC Nancy - ASPTT Bar-le-Duc 8-7 ; Troyes OS - CSL Dijon 19-17.
- 3e journée des 14-15 février 1981 : ASPTT Strasbourg - Troyes OS 20-13 ; SLUC Nancy - CSL Dijon 13-9 ; ASPTT Bar-le-Duc - US Cagnes 24-16.
- 4e journée des 28 février-1er mars 1981 : US Cagnes - CSL Dijon 16-14 ; Troyes OS - SLUC Nancy 17-9 ; ASPTT Strasbourg - ASPTT Bar-le-Duc 20-13.
- 5e journée des 7-8 mars 1981 : ASPTT Bar-le-Duc - Troyes OS 18-16 ; SLUC Nancy - US Cagnes 20-19 ; CSL Dijon - ASPTT Strasbourg 14-13.
- 6e journée des 21-22 mars 1981 : Troyes OS - US Cagnes 11-9 ; ASPTT Strasbourg - SLUC Nancy 13-11 ; ASPTT Bar-le-Duc - CSL Dijon 16-14.
- 7e journée des 28-29 mars 1981 : UJLRS Le Mans - CN Mourenx 12-12 ; Stade Français - Dreux AC 14-9 ; Bordeaux EC - CEP Saint-Nicolas-d'Aliermont 14-11.
- 8e journée des 25-26 avril 1981 : Bordeaux EC - UJLRS Le Mans 16-11 ; CEP Saint-Nicolas-d'Aliermont - Stade Français 9-7 ; CN Mourenx - Dreux AC 11-6.
- 9e journée des 2-3 mai 1981 : UJLRS Le Mans - Dreux AC 15-14 ; CEP Saint-Nicolas-d'Aliermont - CN Mourenx 16-10 ; Bordeaux EC - Stade Français 16-15.

Remarque : les poules basses ont vraisemblablement été créées sur des critères géographique plutôt qu'une répartition prédéfinie entre les trois poules. Le déroulement des journées n'est pas très explicite (1re journée non disputée mais comptabilisée, 10e journée vraisemblablement pas disputée). En tout cas, les trois clubs relégués sont exacts.